# La Peinture schtroumpf (histoire)
 (mars 2022).
Si vous disposez d'ouvrages ou d'articles de référence ou si vous connaissez des sites web de qualité traitant du thème abordé ici, merci de compléter l'article en donnant les références utiles à sa vérifiabilité et en les liant à la section « Notes et références ».
La Peinture schtroumpf est la vingt-sixième histoire de la série Les Schtroumpfs de Peyo. Elle est publiée pour la première fois dans le journal Spirou du no 2370, puis dans l'album Le Bébé Schtroumpf en 1984.

## Résumé
Les Schtroumpfs font des rénovations au village et repeignent les maisons. Mais la peinture, c'est salissant. Les Schtroumpfs demandent au Schtroumpf bricoleur d'inventer une manière plus propre de peindre. Le lendemain, le Schtroumpf bricoleur présente aux Schtroumpfs la peinture en aérosol. Pendant ce temps, Gargamel met au point une peinture qui le rend invisible. Il parvient à suivre deux Schtroumpfs jusqu'au village et se met à attraper les Schtroumpfs. La nouvelle invention du Schtroumpf bricoleur leur sauve la mise.

## Publications
Cet épisode est publié pour la première fois dans le journal Spirou no 2370 (1983) sous le titre Des Schtroumpfs et des couleurs.
Il paraît ensuite dans l'album Le Bébé Schtroumpf en 1984.